# پرسی برایانت
پرسی برایانت (انگلیسی: Percy Bryant; ۱۲ ژوئن ۱۸۹۹ – ۲۶ اوت ۱۹۶۱)از برندگان مدال‌های بازی‌های المپیک زمستانی اهل ایالات متحده آمریکا بود.